# Paul V
Pour les articles homonymes, voir Borghese.
Camille Borghèse (it. : Camillo Borghese), né le 17 septembre 1550 à Rome et mort le 28 janvier 1621 à Rome, devient le 233e pape de l’Église catholique le 16 mai 1605 sous le nom de Paul V (en latin Paulus V, en italien Paolo V).

## Biographie
Descendant d'une grande famille de Sienne, Camillo Borghese suit des études de droit canonique à l'université de Pérouse, puis à l'université de Bologne. Il entre ensuite dans la Curie romaine. En 1596, Clément VIII le nomme cardinal. Il est consacré le 27 mai 1597 évêque de Jesi par Alfonso Gesualdo avec comme co-consécrateurs Silvio Savelli et Francesco Cornaro. Il est élevé au titre de cardinal-prêtre de San Crisogono en 1602.
À la mort de Léon XI, il est élu pape en 1605. Son pontificat est marqué par une application stricte du droit canonique. Ainsi, il renvoie les évêques dans leurs diocèses, en application des décrets du concile de Trente. Il s'efforce de maintenir le régime des exemptions ecclésiastiques, ce qui lui vaut des conflits avec de nombreux États italiens, en particulier la république de Venise : en 1605, il excommunie le doge, le Sénat et les autres institutions vénitiennes. Le 17 avril 1606, la cité est frappée d'interdit. Cet interdit passera dans l'histoire sous le nom d'interdit vénitien et sera maintenu plus d'un an.
En 1608, souhaitant enrichir les jardins du Vatican, il envoie le médecin anatomiste et botaniste Jean Faber (Johannes Faber) à Naples pour recueillir des plantes rares,.
Il fait appel aux nations européennes pour faire cesser les persécutions des chrétiens en Extrême-Orient. En novembre 1615, il accueille la première délégation japonaise dirigée par Tsunenaga Hasekura, vassal de Date Masamune. Le pape accepte d'envoyer des missionnaires au Japon, mais dans le même temps, le Japon entre dans une période isolationniste et le Shogun Tokugawa Ieyasu adopte une politique très dure envers les missionnaires et les Japonais chrétiens. Cette situation mène plus tard à la béatification de 26 martyrs crucifiés en 1597 au Japon.
Tout en étant favorable aux recherches astronomiques, il laissa condamner les travaux de Copernic en 1616.
Il reste célèbre pour avoir achevé la basilique Saint-Pierre de Rome. La frise surplombant la loge des bénédictions porte l'inscription suivante : « IN HONOREM PRINCIPIS APOST(OLORVM) PAVLVS V [quintvs] BVRGHESIVS ROMANVS PONT(IFEX) MAX(IMVS) AN(NO) M D C XII [millesimo sexcentesimo dvodecimo] PONT(IFICATVS) VII [septimo] (HOC FACERE CURAVIT), c'est-à-dire : Paul V Borghese, souverain pontife romain, (fit faire ceci) en l'année 1612, septième de son pontificat, en l'honneur du prince des apôtres ».
Le 31 janvier 1612, il fonde les archives secrètes du Vatican.
En 1618, il crée l'Ordre des Chevaliers de Jésus et Marie, ouvert à chaque citoyen à condition qu'il entretienne un homme à cheval au service de l'Église. Cet ordre a été supprimé[Quand ?][source insuffisante].
Le pape Paul V meurt au Vatican le 28 janvier 1621, à l’âge de 70 ans.
L'expression de Gens perversa lui est attribuée dans la prophétie de saint Malachie.

## Succession apostolique
Paul V a ordonné les évêques suivants :
- Évêque Valeriano Muti (en) (1599)
- Évêque Marco Agrippa Dandini (en) (1599)
- Évêque Sebastiano Ghislieri (en) (1601)
- Archevêque Peter Lombard (en) (1601)
- Archevêque Alessandro Petrucci (en) (1602)
- Évêque Fausto Malari (en) (1602)
- Évêque Simone Lunadoro (en) (1602)
- Évêque Giovanni Giovenale Ancina, C.O. (1602)
- Évêque Fabrizio Campani (en) (1603)
- Évêque Pirro Imperoli (en) (1604)
- Évêque Taddeo Sarti (en) (1604)
- Évêque Giuseppe Saladino (en) (1604)
- Patriarche Alessandro di Sangro (en) (1604)
- Cardinal Ascanio Colonna (1606)
- Cardinal Marcello Lante (1607)
- Cardinal Pompeo Arrigoni (1607)
- Cardinal Anselmo Marzato, O.F.M.Cap. (1607)
- Cardinal Giovanni Doria (1608)
- Cardinal Francesco Vendramin (1608)
- Cardinal Lanfranco Margotti (1609)
- Cardinal Scipione Caffarelli-Borghese (1610)
- Cardinal Felice Centini, O.F.M.Conv. (1611)
- Cardinal Gregorio Petrocchini, O.S.A. (1611)
- Cardinal Benedetto Giustiniani (1612)
- Cardinal Agostino Galamini, O.P. (1613)
- Cardinal Francesco Maria Bourbon del Monte Santa Maria (1615)
- Cardinal Ferdinando Taverna (1615)
- Cardinal Francesco Sforza (1618)
- Cardinal Alessandro Damasceni Peretti (1620)

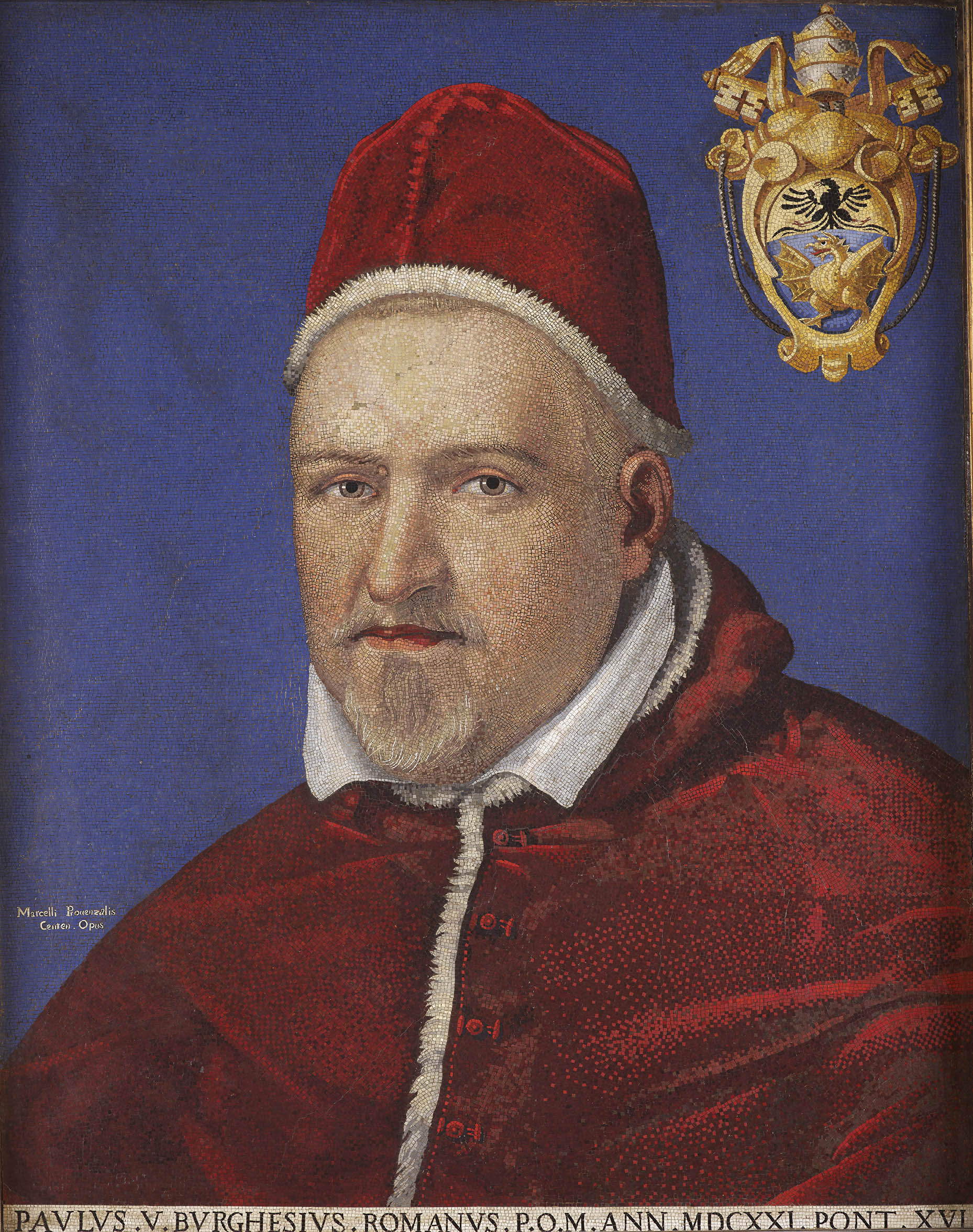
Portrait du pape Paul V (1621) par Marcello Provenzale.
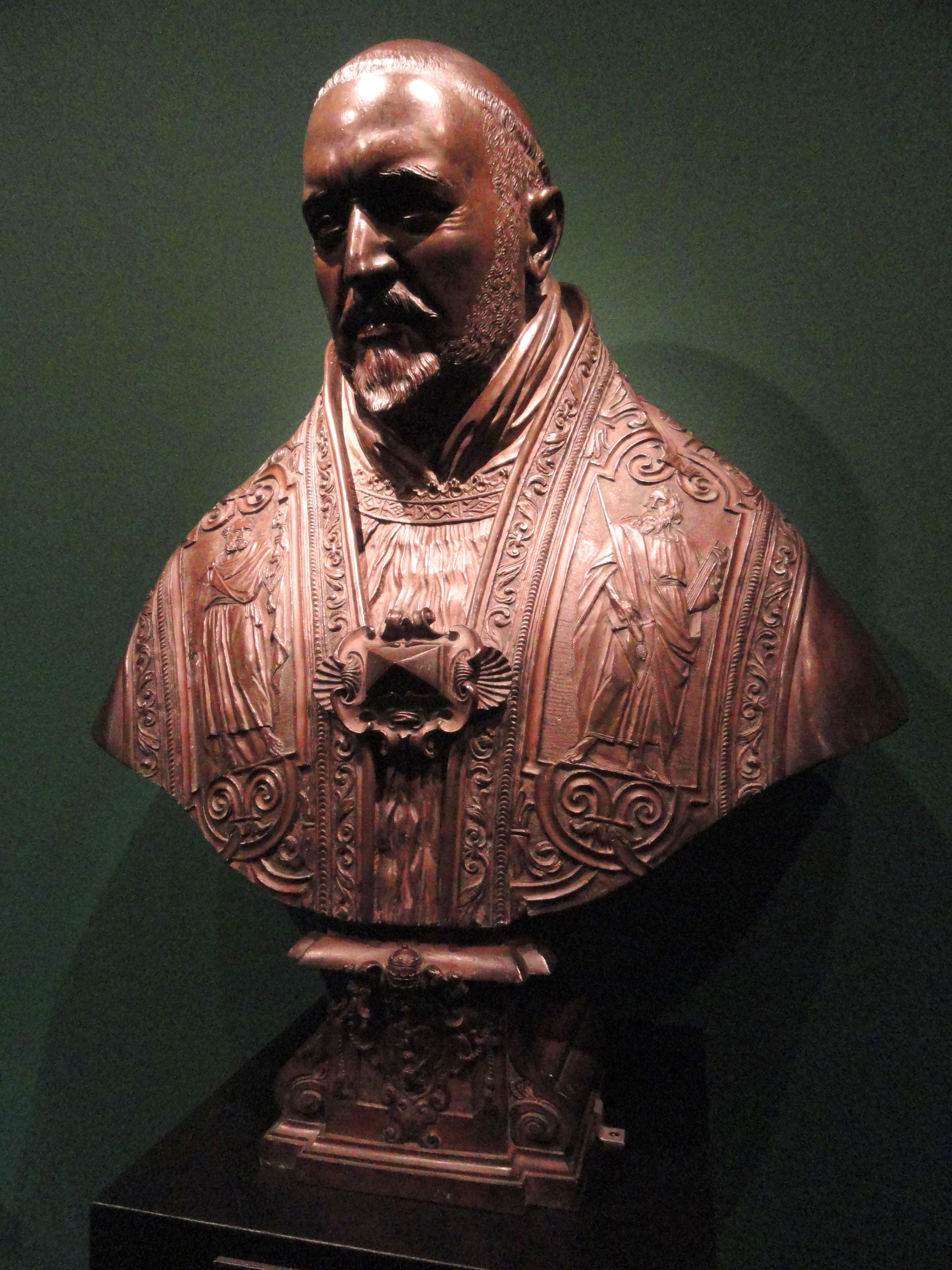
Buste de Paul V (1621-1622) par Le Bernin.
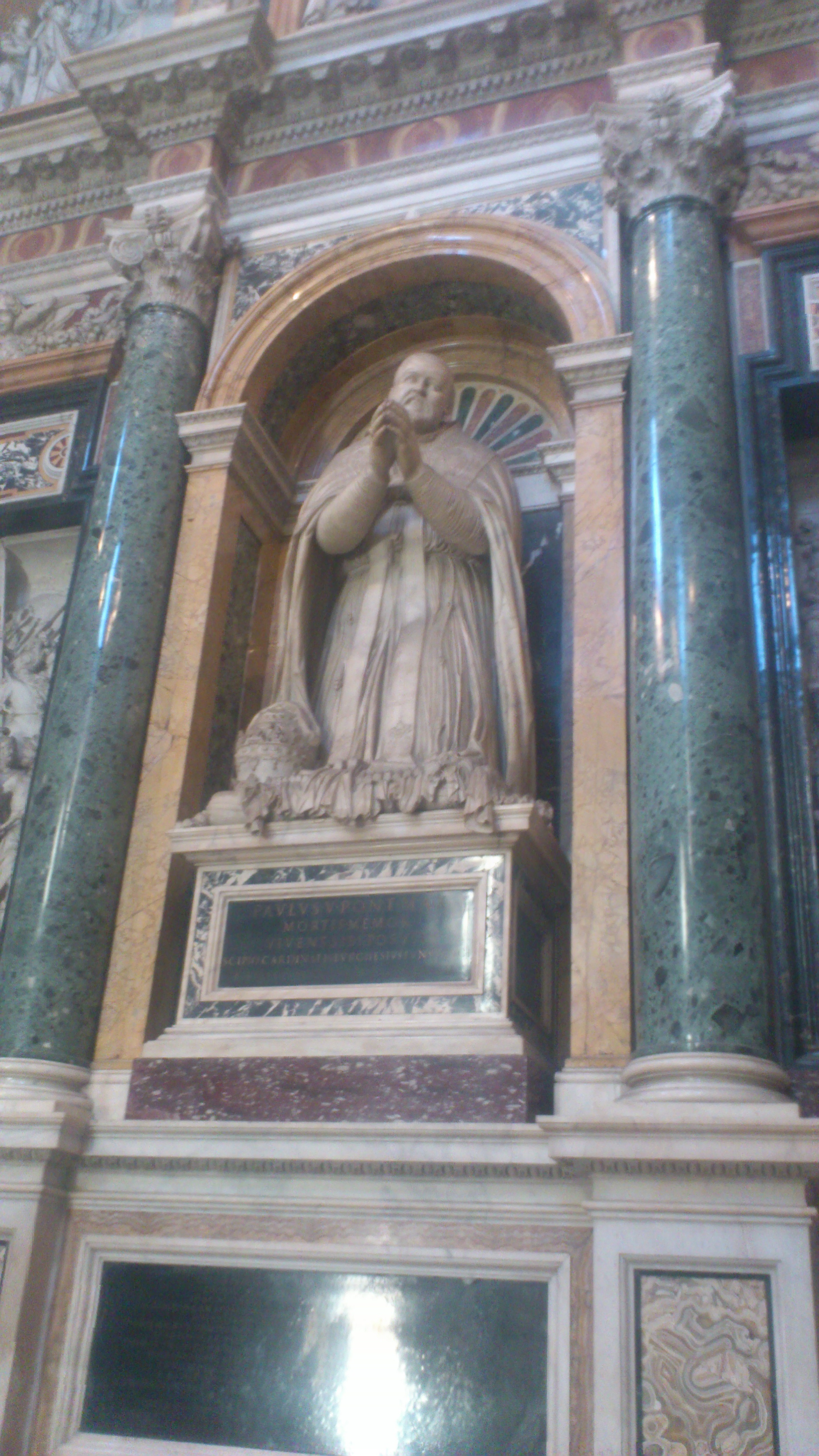
Le Pape Paul V, basilique Sainte-Marie-Majeure, Rome, Italie.